# Fête du lait de mai
La Fête du lait de mai est une fête nantaise organisée dans le quartier de la Madeleine/Champ de Mars, sur l'ancienne île Gloriette et créée en 1932 par Aimé Delrue droguiste du quartier, philanthrope, « bon vivant », qui présida le comité des fêtes de la ville et est à l'origine du renouveau du Carnaval de Nantes après la Seconde Guerre mondiale.
La fête fut instituée à la suite d'une tradition qui consistait à ce que les jeunes gens partaient le 1er mai dans les fermes environnantes pour boire du lait fraichement tiré, symbole de renouveau et de renaissance. Tous les bénéfices collectés durant les festivités étaient redistribués aux plus démunis du quartier et servaient notamment à acheter des vêtements chauds pour les enfants. À partir de 1939, la fête ne fut plus organisée durant la Seconde Guerre mondiale, ceci jusqu'en 1949.
Le square du Lait-de-mai, inauguré en 2002, entre la rue Émile-Péhant et le passage Berthault, commémore cette ancienne festivité, dont le nom a été repris cette année-là pour désigner la fête du quartier.